# Simone Molinaro
Simone Molinaro (Genova, 1565 – Genova, 1634) è stato un compositore, editore e liutista italiano.

## Biografia
Nipote e allievo di Giovanni Battista Dalla Gostena, gli successe come maestro di cappella nella Cattedrale di San Lorenzo a Genova nel 1602 circa. 
È un grande esempio della composizione musicale nella Genova rinascimentale. Grande virtuoso di liuto ed estimatore di Gesualdo da Venosa, nel 1613 ne pubblicò a Genova i madrigali a 5 voci (Partitura delli 6 libri de'Madrigali a 5 voci dell'Illustrissimo... Principe di Venosa), e raccolse in due antologie i madrigali a 6 voci dei più famosi compositori dell'epoca (Fatiche spirituali, Venezia, 1610).

## Opere
Notevole il suo apporto all'edizione della musica polifonica scritta, non più in parti separate, ma in partitura. Il segno maggiore della produzione di Molinaro come compositore rimane tuttavia nella sua Intavolatura di liuto, che è anche l'unica a tramandarci opere strumentali di Giovanni Battista Dalla Gostena. Le composizioni più interessanti di Molinaro sono le danze, specie quelle abbinate in suites in forma di variazioni, del tipo Passamezzo-Gagliarda, di stile prevalentemente accordale. Ciascuna danza è divisa in più sezioni (normalmente 3) basate sullo stesso schema accordale; la melodia della sezione iniziale della seconda danza viene derivata dalla corrispondente sezione della danza precedente. Per questo impianto formale e per l'abile ed efficace uso della variazione, Molinaro è considerato uno dei principali artefici delle suite per liuto alla fine del Cinquecento.
Ottorino Respighi trascrisse per orchestra nella sua: Antiche arie e danze per liuto una composizione di Molinaro per liuto: Balletto detto "Il Conte Orlando" dall'Intavolatura di liuto libro 1, Venezia 1599.

## Composizioni vocali
- Il 1 libro di canzonette a 3 e 4 voci, Venezia 1595
- Il 1 libro de Madrigali a 5 voci, Milano 1599
- Il 2 libro delle Canzonette a 3 voci, Venezia 1600
- Madrigali a 5 voci, Loano 1615

## Composizioni per liuto
- Intavolatura di liuto libro 1, Venezia 1599

## Musica sacra
- Motectorum quinis et Missae denis vocibus liber I, Venezia 1597
- Il 2 libro de Mottetti a 8 voci, Milano 1601
- Il 1 libro de mottetti a 5 voci, con la partitura per sonar l'organo, Milano 1604
- Il 1 libro de Magnificat a 4 voci, con basso continuato, Milano 1605
- Concerti ecclesiastici a 2 e a 4 voci...con la sua part. per l'organo, Venezia 1605
- Il 3 libro de Mottetti a 5 voci con il basso continuato, Venezia 1609
- Fatiche spirituali...libro 1 a 6 voci, Venezia 1610
- Fatiche spirituali....libro 2 a 6 voci, Venezia 1610
- Concerti a 1 e 2 voci con la part. per l'organo, Milano 1612
- Passio Domini Iesu Christi secundum Matthaeum, Marcum, Lucam, et Ioannem, Loano 1616

## Discografia
- 2001 - Simone Molinaro - Fantasie, Canzoni e Balli, Paul O'Dette liuto (Harmonia Mundi)